# Cycling for libraries
Cycling for libraries es un movimiento internacional a favor de las bibliotecas, fundado en 2011 en Finlandia, que pretende promover y dar a conocer los servicios y los recursos de las mismas. Los responsables políticos, los medios de comunicación y el público son los principales objetivos de esta campaña. Cada año, en varios países a través del mundo, varias decenas de profesionales de las bibliotecas y de la documentación se reúnen e inician una conferencia itinerante en bicicleta durante unos días. La IALA (Internacional Asociación for Library Advocacy, asociación internacional para la promoción de las bibliotecas) respalda este movimiento.

## Historia

### Rama inicial finlandesa
En la conferencia de EBLIDA (European Bureau of Library Information and Documentation Associations), en Helsinki en mayo de 2010, un grupo de bibliotecarios finlandeses lanza la idea de organizar una conferencia alternativa en bicicleta con el fin de conversar de manera informal con colegas de toda Europa sobre los desafíos y los retos a los que se enfrentan las bibliotecas, sobre ante el desarrollo de los recursos y de los usos digitales. Unidos a otros bibliotecarios de diferentes nacionalidades, deciden recorrer en bicicleta los 70 km entre Borås y Göteborg en Suecia para presentarse en la 76 conferencia de la Federación internacional de las asociaciones e instituciones de bibliotecas (IFLA) que se desarrolla del 10 al 15 de agosto de 2010.
A consecuencia de su éxito, los organizadores de esta no-conferencia en bicicleta planifican la 1.ª edición oficial de Cycling for libraries del 27 de mayo al 7 de junio de 2011 entre Copenhague y Berlín (650 km). Después, del 28 de julio al 7 de agosto de 2012, un centenar de participantes recorre los 600 km que conectan Vilna y Tallin y del 18 al 26 de junio de 2013, los bibliotecarios y bibliófilos en bicicleta parten de Ámsterdam hacia Bruselas en 9 días. Después de estas diferentes ediciones, se funda la IALA (Asociación internacional para la promoción a favor de las bibliotecas) en enero de 2014, con la misión de organizar las ediciones siguientes de Cycling for libraries.

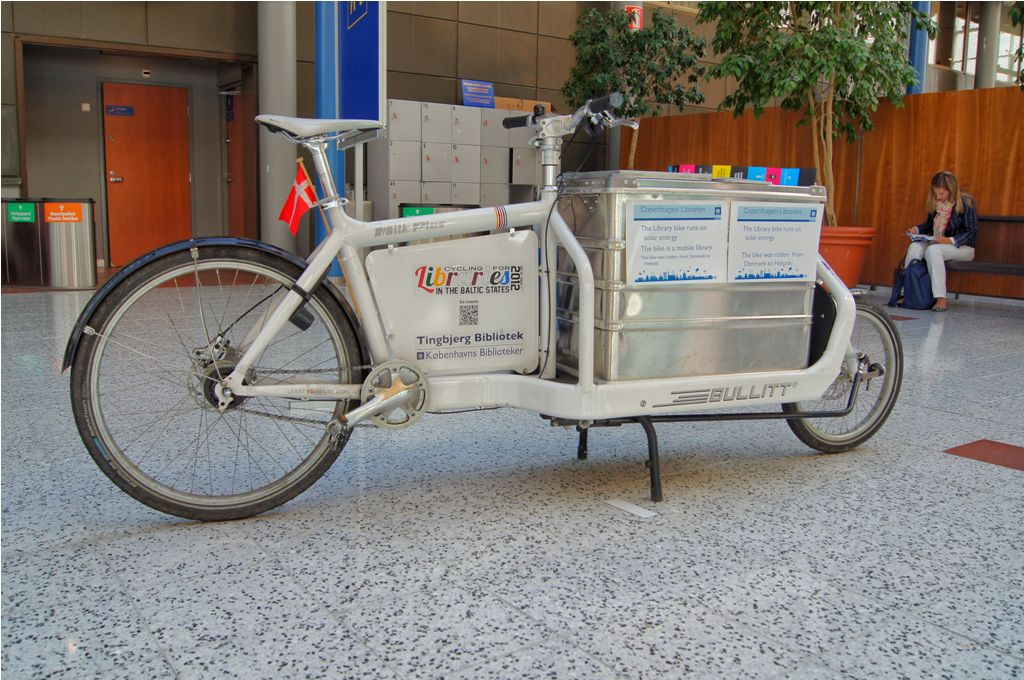
Bicicleta de reparto
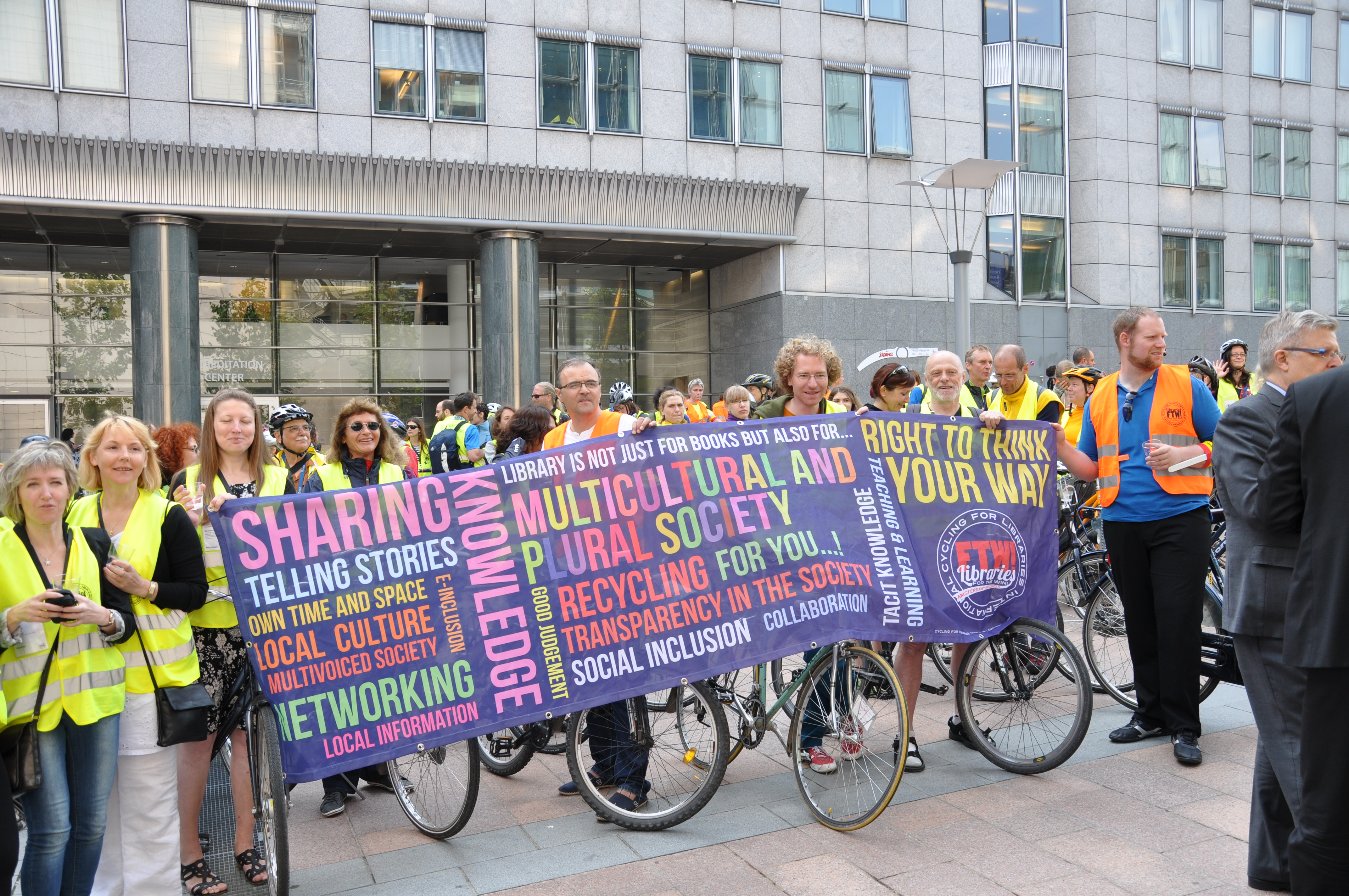
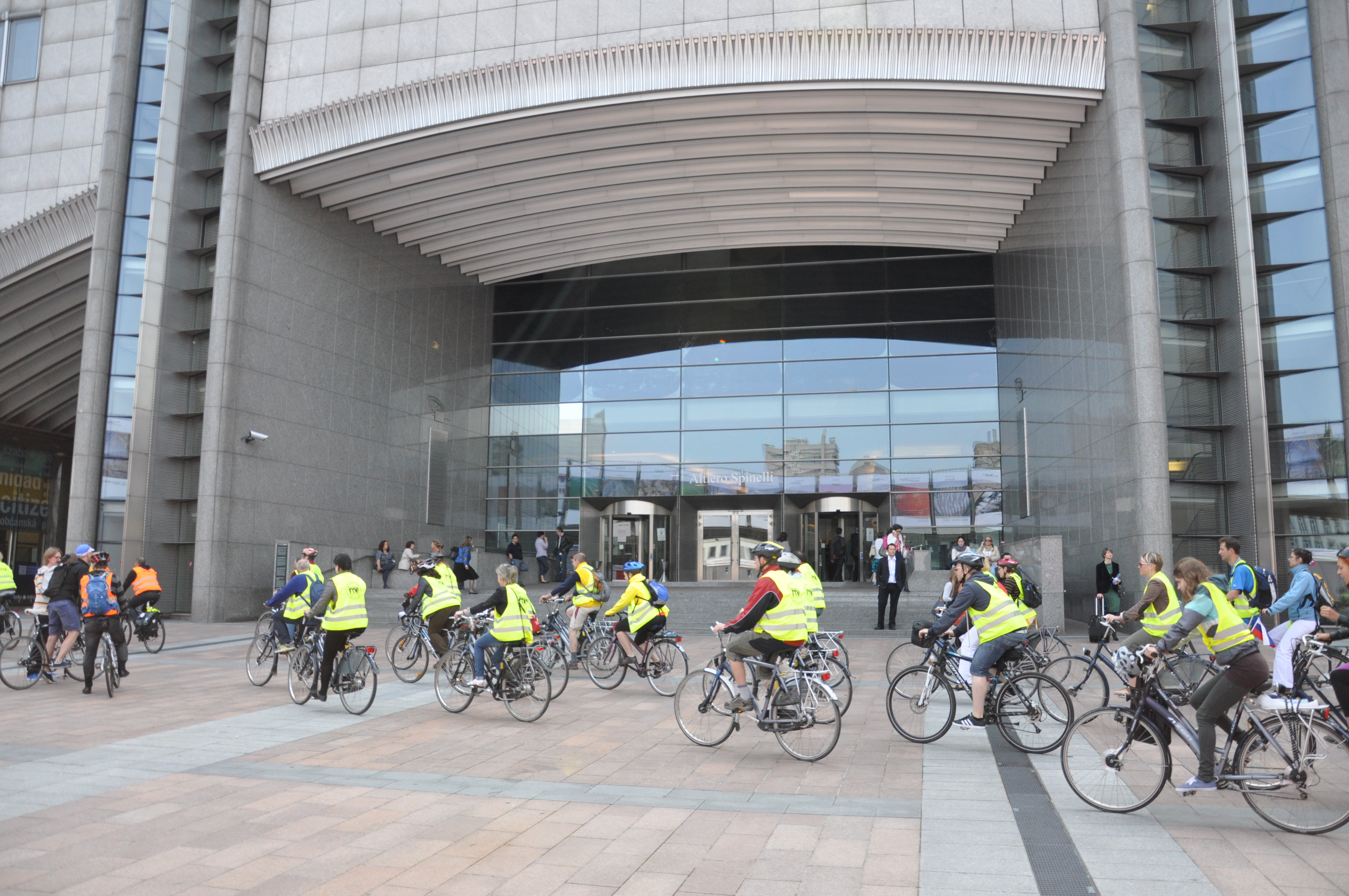
Ciclotecarios

### Cyclo-biblio, versión francófona deCycling for libraries
El 28 de abril de 2014, con ocasión del 80.º congreso de la IFLA (Lyon, 16 al 22 de agosto de 2014), la rama francófona de Cycling for libraries se constituye y toma el nombre de Cyclo-biblio. Del 6 al 14 de agosto de 2014, 92 bibliotecarios internacionales pedalean de Montpellier a Lyon para poner en valor las bibliotecas y promover sus servicios entre los transeúntes, usuarios de las bibliotecas visitadas y representantes políticos contactados durante el camino.
Es un paso ciudadano que se inscribe en los principios de la declaración de Lyon, lanzada durante el congreso del IFLA por su presidenta Sinikka Sipilä en presencia de Gérard Collomb, senador y alcalde de Lyon, y de Bruno Racine, presidente de la Biblioteca Nacional de Francia. Esta declaración llama a «los Estados Miembros de las Naciones Unidas a reconocer que el acceso a la información y a las competencias necesarias para hacer buen uso de ella, son esenciales para el desarrollo sostenible, y pretende asegurar que este principio figura en el programa  de desarrollo para después de 2015».

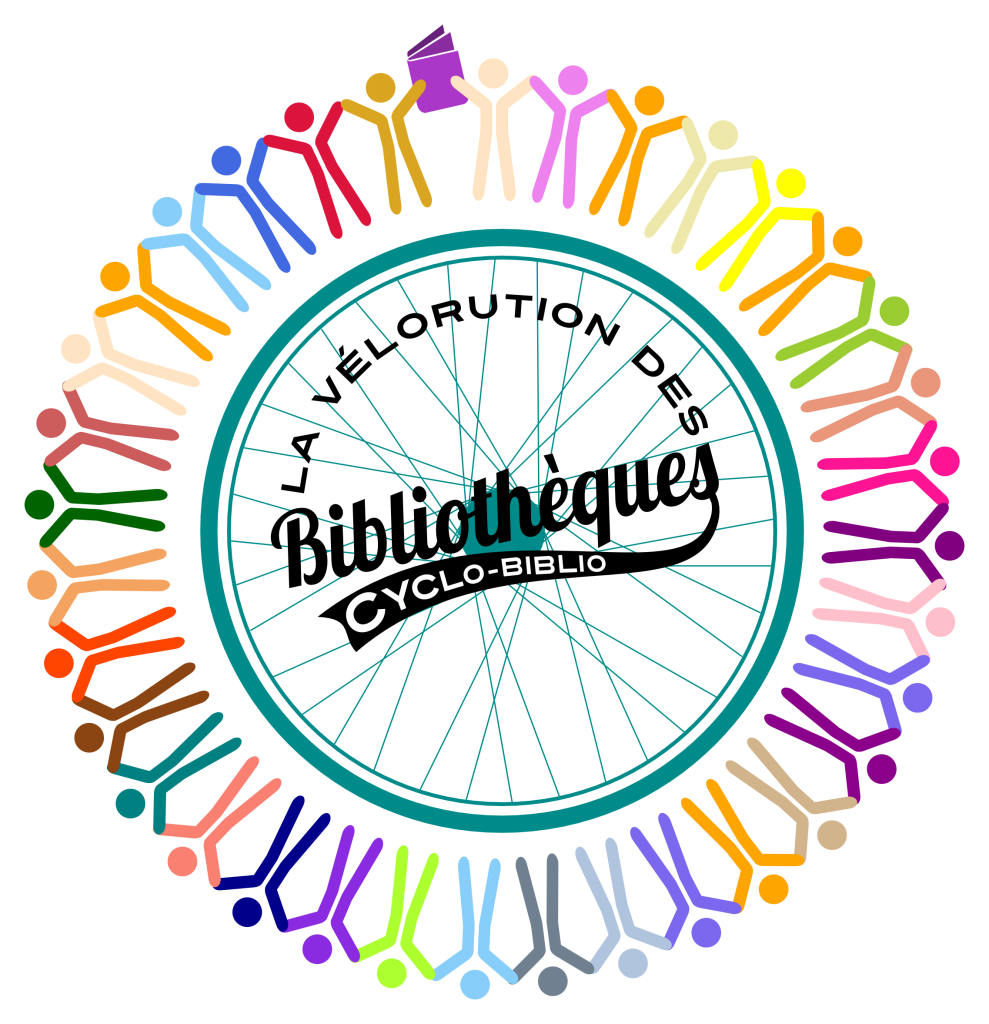
Logo mero-989x1024

## Objetivos

### Conferencia itinerante en bicicleta
Cycling for libraries permite encontrar colegas de toda Europa para conversar sobre la profesión de bibliotecario e intercambiar prácticas actuales y futuras. Es también la ocasión para los participantes de desarrollar su red profesional y de reforzar su compromiso como portavoces de las bibliotecas. Finalmente, cada año, el programa permite a los participantes descubrir y visitar bibliotecas municipales, bibliotecas universitarias y centros de documentación de la región del país atravesado.
Estas visitas se hacen al ritmo de la bicicleta que permite detener a los transeúntes y los demás ciclistas que se encuentran en la carretera para conversar con ellos. Que se sea novato o ciclista experimentado, el recorrido está adaptado y los itinerarios y etapas están planificados en colaboración con asociaciones de ciclismo nacional y sobre todo con la asociación francesa para el desarrollo de las velorutas y vías verdes para Francia. Podemos hablar de velorupción de las bibliotecas : « mientras que la velorupción es un movimiento que pretende promover el uso de la bicicleta como modo de desplazamiento, Cyclo-biblio utiliza la bicicleta como modo de desplazamiento para promover las bibliotecas, y mostrar en qué son todavía revolucionarias hoy ».

### Campaña de promoción

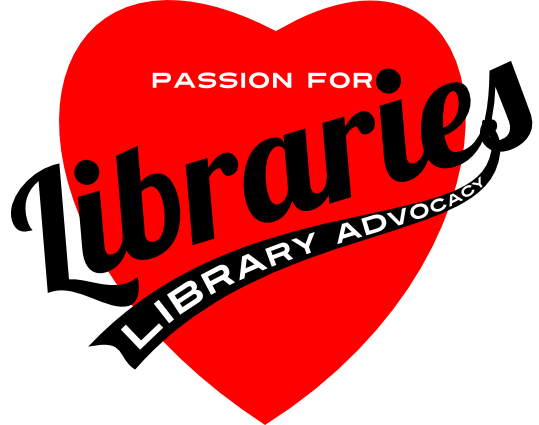
Pflheart-logo

En un contexto de restricciones de los presupuestos públicos que afecta a las bibliotecas europeas y en una menor medida a las bibliotecas francesas, Cycling for libraries se ha marcado como misión defender el rol de las bibliotecas y demostrar en qué son imprescindibles para la sociedad. Los responsables políticos son uno de los blancos de esta campaña, pero se dirige también mayoritariamente a los ciudadanos que los eligen y en particular a las personas que no tienen la costumbre de frecuentar las bibliotecas con el fin de invitarlas a descubrir estos lugares de acceso a la información y a internet.   
La comunidad francófona de Cycling for libraries utiliza el término inglés advocacy para calificar su campaña de promociónː "la advocacy reagrupa  toda  actividad  que una  persona jurídica    o física elige llevar a cabo para influir en las políticas públicas". Este concepto salido del mundo anglosajón, consiste en interpelar a los responsables y en dirigirse directamente a ellos a través de una campaña de comunicación eficaz y seleccionada, con el fin de sensibilizarles para esta causa. Se trata de convencerles de la utilidad de esta causa para que la asuman y la defiendan a continuación.    
Una campaña de promoción se apoya en herramientas de comunicación que dan todavía más visibilidad al acontecimiento. Así, se contacta con los medios de comunicación y la prensa para cubrir las diferentes ediciones anuales de esta conferencia en bicicleta y dar la oportunidad a los participantes de contar sus experiencias. Las redes sociales favorecen igualmente la mejor visibilidad del acontecimiento y permiten unir a la comunidad de bibliotecarios que participan. Se reparten también pegatinas, carteles y pósteres y se regalan libros a los transeúntes y a las personas contactadas en el camino. Finalmente, operaciones de bookcrossing o pasa-libro permiten repartir libros en  la naturaleza para que encuentren a sus lectores.

## Diferentes ediciones
| Fechas                                 | Distancias | Trayectos             | Temáticas                                                                |
| -------------------------------------- | ---------- | --------------------- | ------------------------------------------------------------------------ |
| 27 de mayo - 7 de junio de 2011        | 650 km     | Copenhague - Berlín   | Shifting tradiciones                                                     |
| 28 de julio - 7 de agosto de 2012      | 600 km     | Vilna - Tallin        | Re-positioning libraries                                                 |
| 18 - 26 de junio de 2013               | 220 km     | Ámsterdam - Bruselas  | Información society skills and training / Rights                         |
| 6 - 14 de agosto de 2014               | 460 km     | Montpellier - Lyon    | Bibliotecas “fuera de los muros”                                         |
| 6 - 10 de junio de 2015                | 215 km     | Basilea - Estrasburgo | Bibliotecas y vínculo social                                             |
| 1 - 10 de septiembre de 2015           | 675 km     | Oslo - Aarhus         | Makerspaces / New buildings / New Challenges, new skills and competences |
| 1 - 7 de junio de 2016                 | 375 km     | Toulouse - Burdeos    | Hacia bibliotecas participativas !                                       |
| 5 - 11 de agosto de 2016               | 385 km     | Welland - Ontario     | Multiculturalisme                                                        |
| 17 - 20 de mayo de 2017                | 150 km     | Öresund               | Información specialists                                                  |
| 18 - 24 de junio de 2017               | 300 km     | Le Léman              | Francofonía y cooperación                                                |
| 28 de agosto - 1 de septiembre de 2017 | 350 km     | Brașov - Sibiu        | CicloBiblio en Rumanía                                                   |
| 10 - 13 de septiembre de 2017          | 100 km     | Trois-Ponts - Genk    | Cycling and learning / Colaboración                                      |